# Grand Prix d'Ouverture La Marseillaise 2009
Il Grand Prix d'Ouverture La Marseillaise 2009, trentesima edizione della corsa, valevole come evento dell'UCI Europe Tour 2009 categoria 1.1, si svolse il 1º febbraio 2009 su un percorso di 136,8 km, con partenza e arrivo a Marsiglia, in Francia. La vittoria fu appannaggio del francese Rémi Pauriol, che completò il percorso in 3h29'12", alla media di 39,235 km/h, precedendo il connazionale Thomas Voeckler ed il russo Jurij Trofimov.
Sul traguardo di Marsiglia 91 ciclisti portarono a termine la competizione.

## Ordine d'arrivo (Top 10)
| Pos. | Corridore          | Squadra       | Tempo    |
| ---- | ------------------ | ------------- | -------- |
| 1    | Rémi Pauriol       | Cofidis       | 3h29'12" |
| 2    | Thomas Voeckler    | Bouygues Tel. | a 27"    |
| 3    | Jurij Trofimov     | Bouygues Tel. | s.t.     |
| 4    | Jean-Eudes Demaret | Cofidis       | a 1'07"  |
| 5    | Johnny Hoogerland  | Vacansoleil   | s.t.     |
| 6    | Ben Hermans        | Topsport Vl.  | s.t.     |
| 7    | Maxime Bouet       | Agritubel     | s.t.     |
| 8    | Jonathan Hivert    | Skil-Shimano  | s.t.     |
| 9    | Johan Mombaerts    | Auber 93      | s.t.     |
| 10   | Matthieu Ladagnous | F. des Jeux   | a 1'48"  |